# L'amore sia con te
L'amore sia con te, del 1996, è il primo album-raccolta del cantautore italiano Marco Masini.
Raccoglie alcuni dei brani più amati dal pubblico a partire dagli esordi dell'artista. È arricchita dal brano inedito che dà il titolo all'album e dalla canzone Meglio solo, un vecchio brano del 1989 inciso nel lato B del 45 giri di Disperato.

## Tracce
1. L'amore sia con te (Giancarlo Bigazzi e Marco Falagiani) (inedito)
2. Disperato
3. Perché lo fai
4. T'innamorerai
5. Bella stronza
6. Vai con lui
7. Cenerentola innamorata
8. Vaffanculo
9. Principessa
10. Ci vorrebbe il mare
11. Ti vorrei
12. Caro babbo
13. Le ragazze serie
14. Meglio solo

## Formazione
- Marco Masini – voce
- Nicola Contini – basso
- Lele Melotti – batteria
- Paolo Amulfi – chitarra
- Marco Falagiani – tastiera, pianoforte
- Luca Signorini – sax
- Antonella Pepe, Danilo Amerio, Francesca Balestracci, Leonardo Abbate, Antonello Corradduzza, Laura Landi, Alessandro Battaglioli, Massimo Rastrelli – cori

## Classifiche

### Classifiche settimanali
| Classifica (1996) | Posizione |
| ----------------- | --------- |
| Italia            | 9         |

### Classifiche di fine anno
| Classifica (1996) | Posizione |
| ----------------- | --------- |
| Italia            | 85        |